# Karriella
Karriella is een geslacht van spinnen uit de  familie van de Stiphidiidae.

## Soorten
- Karriella treenensis Gray & Smith, 2008
- Karriella walpolensis Gray & Smith, 2008